# Tricorythus poincinsi
Tricorythus poincinsi is een haft uit de familie Tricorythidae. De wetenschappelijke naam van de soort is voor het eerst geldig gepubliceerd in 1926 door Navás.
De soort komt voor in het Afrotropisch gebied.